# أماتوكسيماب
أماتوكسيماب هو جسم مضاد وحيد النسيلة مصمم لعلاج السرطانات. طورته شركة مورفوتك. التجارب السريرية الحالية تدرس استخدامه لعلاج ورم المتوسطة.